# Peter Gwargis
Peter Gwargis, född 4 september 2000, är en svensk-irakisk fotbollsspelare som spelar för irakiska Duhok.

## Biografi
Gwargis föddes i Sydney, Australien, av assyriska föräldrar från Irak. När han var tre år flyttade familjen till Sverige. 

## Klubblagskarriär

### Tidig karriär
Efter att ha startat karriären i IFK Öxnehaga tog Gwargis som 12-åring klivet till Husqvarna FF. Som 16-åring provtränade han med Feyenoord och nobbade provspel i Arsenal och Manchester City, men valde att förbli Husqvarna FF trogen.
Seniordebuten avklarades under försäsongen 2017 och Peter Gwargis fick därefter även gott om speltid i Division 1 Södra. Debutsäsongen landade till slut i 19 ligamatcher, då Husqvarna FF landade på en 10:e plats i tabellen.

### Jönköpings Södra
I december 2017 blev det klart att Gwargis skulle lämna Husqvarna FF efter sex år. Istället flyttade han vidare till Jönköpings Södra IF, med vilka han signerade ett treårskontrakt.
Debuten i Superettan kom den 7 april 2018, i säsongens andra omgång. I halvtid bytte Gwargis av Tommy Thelin och fick 45 minuters speltid när Jönköpings Södra IF förlorade med 0-2 mot Landskrona BoIS.

### Brighton & Hove Albion
Den 9 augusti 2018 värvades Gwargis av Brighton & Hove Albion, där han skrev på ett treårskontrakt. Gwargis debuterade i A-laget den 25 september 2019 i en 3–1-förlust mot Aston Villa i Ligacupen, där han stod för en assist.

### Malmö FF
Den 4 juni 2021 värvades Gwargis av Malmö FF, där han skrev på ett 3,5-årskontrakt. Gwargis fick rött kort den 14 augusti 2021 och orsakade en straff på stopptid i en 3–2-förlust mot IFK Göteborg.
Den 28 februari 2022 lånades Gwargis ut till Jönköpings Södra på ett säsongslån. I Jönköping blev han skadad i den 3:e matchen och missade hela resterande säsongen.

### Degerfors IF
Den 20 februari 2023 stod det klart att Gwargis kommer att lånas ut till Degerfors IF. Lånekontraktet sträcker sig över den allsvenska säsongen 2023. Gwargis gjorde ett mål under säsongen för Degerfors IF i näst sista omgången, som räddade Malmö FF:s möjligheter att ta guld i sista omgången av Allsvenskan.

### Örebro SK
Den 21 mars 2024 blev Gwargis klar för Örebro SK, med ett låneavtal över säsongen 2024.

### Duhok
I september 2024 värvades Gwargis av irakiska Duhok.

## Karriärstatistik
| Klubb                  | Säsong             | Liga               | Liga    | Liga | Nationell cup | Nationell cup | Internationell cup | Internationell cup | Totalt  | Totalt |
| Klubb                  | Säsong             | Division           | Matcher | Mål  | Matcher       | Mål           | Matcher            | Mål                | Matcher | Mål    |
| ---------------------- | ------------------ | ------------------ | ------- | ---- | ------------- | ------------- | ------------------ | ------------------ | ------- | ------ |
| Husqvarna FF           | 2017               | Division 1 Södra   | 19      | 1    | 2             | 2             | —                  | —                  | 21      | 3      |
| Jönköpings Södra       | 2018               | Superettan         | 16      | 3    | 3             | 0             | —                  | —                  | 19      | 3      |
| Brighton & Hove Albion | 2019/2020          | Premier League     | 0       | 0    | 1             | 0             | —                  | —                  | 1       | 0      |
| Brighton & Hove Albion | 2020/2021          | Premier League     | 0       | 0    | 2             | 0             | —                  | —                  | 2       | 0      |
| Brighton & Hove Albion | Totalt             | Totalt             | 0       | 0    | 3             | 0             | —                  | —                  | 3       | 0      |
| Malmö FF               | 2021               | Allsvenskan        | 5       | 0    | 0             | 0             | —                  | —                  | 5       | 0      |
| Jönköpings Södra (lån) | 2022               | Superettan         | 3       | 2    | 0             | 0             | —                  | —                  | 1       | 1      |
| Degerfors (lån)        | 2023               | Allsvenskan        | 24      | 1    | 1             | 0             | —                  | —                  | 25      | 1      |
| Örebro SK (lån)        | 2024               | Superettan         | 15      | 1    | 0             | 0             | —                  | —                  | 15      | 1      |
| Totalt i karriären     | Totalt i karriären | Totalt i karriären | 80      | 7    | 9             | 2             | —                  | —                  | 89      | 9      |

## Meriter
Malmö FF
- Allsvenskan: 2021